# Parada de Bouro
Parada de Bouro ist eine Gemeinde im Norden Portugals.
Parada de Bouro gehört zum Kreis Vieira do Minho im Distrikt Braga, besitzt eine Fläche von 7,7 km² und hat 400 Einwohner (Stand 19. April 2021).